# Tarnów (gmina)
Tarnów est une gmina rurale du powiat de Tarnów, Petite-Pologne, dans le sud de la Pologne. Son siège est la ville de Tarnów, bien qu'elle ne fasse pas partie du territoire de la gmina.
La gmina couvre une superficie de 82,81 km2 pour une population de 23 060 habitants.

## Géographie
La gmina inclut les villages de Biała, Błonie, Jodłówka-Wałki, Koszyce Małe, Koszyce Wielkie, Łękawka, Nowodworze, Poręba Radlna, Radlna, Tarnowiec, Wola Rzędzińska, Zawada, Zbylitowska Góra et Zgłobice.
La gmina borde la ville de Tarnów et les gminy de Czarna, Lisia Góra, Pleśna, Skrzyszów, Tuchów, Wierzchosławice, Wojnicz et Żabno.